# 铁鹞子
铁鹞子，是宋、辽、西夏时期西夏皇帝元昊创建的一支骑兵队伍，类别属重甲骑兵。骑士与马装甲连为一体，均装备用冷锻工艺制作的厚装甲，全重可达40公斤，全速冲锋时冲击力量极强，用于冲破步兵方阵。骑士即使被射杀只要马还活着骑士就不会掉落马下，这些死亡骑士武器固定在装甲上，随着马的跑动依然会对敌人造成伤害。
铁鹞子与当时辽国的铁林军、金国铁浮屠并列为当时三大骑兵军团。